# 蘭達里
49°47′13″N 34°23′54″E / 49.78694°N 34.39833°E
蘭達里（烏克蘭語：Ландарі）是位於烏克蘭中部波爾塔瓦州裏波爾塔瓦區的村莊，處於維利霍瓦戈夫特瓦河畔，距離瓦西利夫卡2.5公里，始建於1876年，海拔高度108米，2001年人口425。